# Geocoris uliginosus
Geocoris uliginosus é uma espécie de inseto de olhos grandes da família Geocoridae . É encontrado na América do Norte.